# Julia Caesaris (Marius' vrouw)
Julia Caesaris (ca. 130 v.Chr. (?) - 68 (of 69) v.Chr.) was de vrouw van de Romeinse politicus en legeraanvoerder Gaius Marius en tante (langs vaderskant) van de Romeinse dictator Gaius Julius Caesar.

## Leven
Julia was de dochter van de verder onbekende Gaius Julius Caesar en Marcia, een dochter van consul Quintus Marcius Rex. Tussen 115 en 109 v.Chr. trouwde ze met Gaius Marius († 86 v.Chr.) en baarde hem in 109 v.Chr. een zoon, Gaius Marius minor. Over haar leven is weinig bekend. Ze wordt als deugdzaam en liefdevol tegenover haar echtgenoot en enige zoon beschreven. Ze sprak zich uit tegen het feit dat haar zoon in 82 v.Chr. als consul aantrad (ze zag dit namelijk als een manoeuvre van Gnaius Papirius Carbo om van haar zoons naambekendheid te profiteren).
Na haar dood (waarschijnlijk in 68 v.Chr.) hield haar neef Caesar als quaestor een schitterende begrafenis voor haar en zijn eveneens jong overleden vrouw Cornelia Cinna minor. Er was sinds de dood van Sulla († 78 v.Chr.) duidelijk voldoende tijd verstreken, dat Caesar het kon wagen, bij deze gelegenheid Marius, Sulla's aartsvijand, publiekelijk te rehabiliteren en te eren. Voor het eerst sinds Sulla's machtsgreep kon het beeld van Marius publiekelijk worden meegedragen in de begrafenisstoet. Caesars grafrede voor Julia is door lange citaten bij Suetonius vrij goed bekend. Hij benadrukte hierin de (politiek geconstrueerde) afstamming langs moederskant van Julia van de vroege Romeinse koning Ancus Marcius en loofde het Julische geslacht, dat dicht bij de goden stond. Suetonius wijst erop, dat Caesar zich toen al op zijn koninklijke afkomst beriep en voorkeek naar zijn latere uitoefening van de monarchie. De door Julia's huwelijk gesmede band tussen Caesar en Marius werd vanwege haar hoge politieke symboliek meerdere malen vermeld in de antieke bronnen.